# Autovía Mudéjar
La autovía Mudéjar o A-23 —según algunos indicadores de la vía, también denominada autovía de Valencia a Francia por Aragón o autovía Sagunto-Somport— es una autovía española. Su inicio se sitúa en Sagunto y su final en el túnel de Somport, en la frontera francesa. Está prácticamente concluida, quedando varios tramos pendientes en su parte final (corresponde a los tramos de Lanave-Sabiñánigo Sur, Sabiñánigo Este-Sabiñánigo Oeste y parte de la variante norte de Jaca).

## Nomenclatura

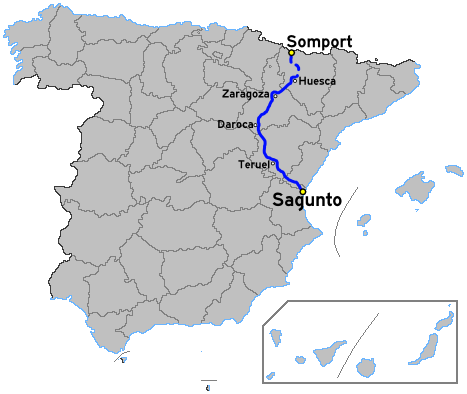

La A-23 discurre por los corredores de las N-234, entre Sagunto y Retascón y de la N-330 entre Retascón y Jaca, aunque todo el trazado de la autovía es nuevo e independiente de las carreteras nacionales salvo dos pequeños tramos, uno de 10 km entre Viver y Barracas (subida del Ragudo) y otro de unos 30 km para salvar el complicadísimo puerto prepirenaico del Monrepós que es el tramo más caro de toda la autovía. 
Su nomenclatura viene, igual que casi todas las conversiones de carreteras nacionales a autovías, de las dos primeras cifras del nombre antiguo (N-234 > A-23), y las letras A refiriéndose a que es una autovía perteneciente al Ministerio de Transportes, Movilidad y Agenda Urbana.
La A-23 también tiene nomenclatura europea: forma parte de la Ruta europea E7, que comunica Pau, al sur de Francia, con Zaragoza.
Se le apoda como la "columna vertebral de Aragón", ya que recorre toda la comunidad de norte a sur intercomunicando sus tres capitales.

## Trazado
Discurre en forma de autovía desde la localidad valenciana de Sagunto hasta la localidad oscense de Lanave. Del recorrido restante hasta Jaca hay 2 tramos inaugurados, 2 tramos en obras y 1 pendiente de licitación de obras.
En el tramo final de 19 km desde Jaca hasta el túnel de Somport (de doble sentido con un solo tubo de circulación para ambos carriles) se estudia mejorar el trazado de la N-330 y añadir variantes que eviten atravesar poblaciones.[cita requerida]
Actualmente el tiempo que se tarda en conectar Sagunto con Somport es de unas 4 horas y 10 minutos.

## Historia

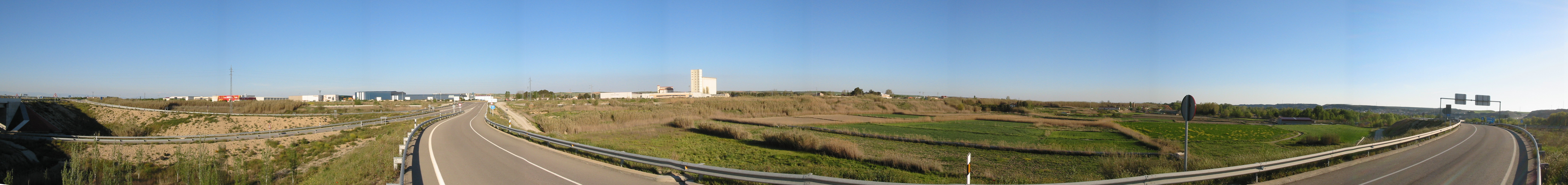
Vista al pasar por el Portazgo de Zuera

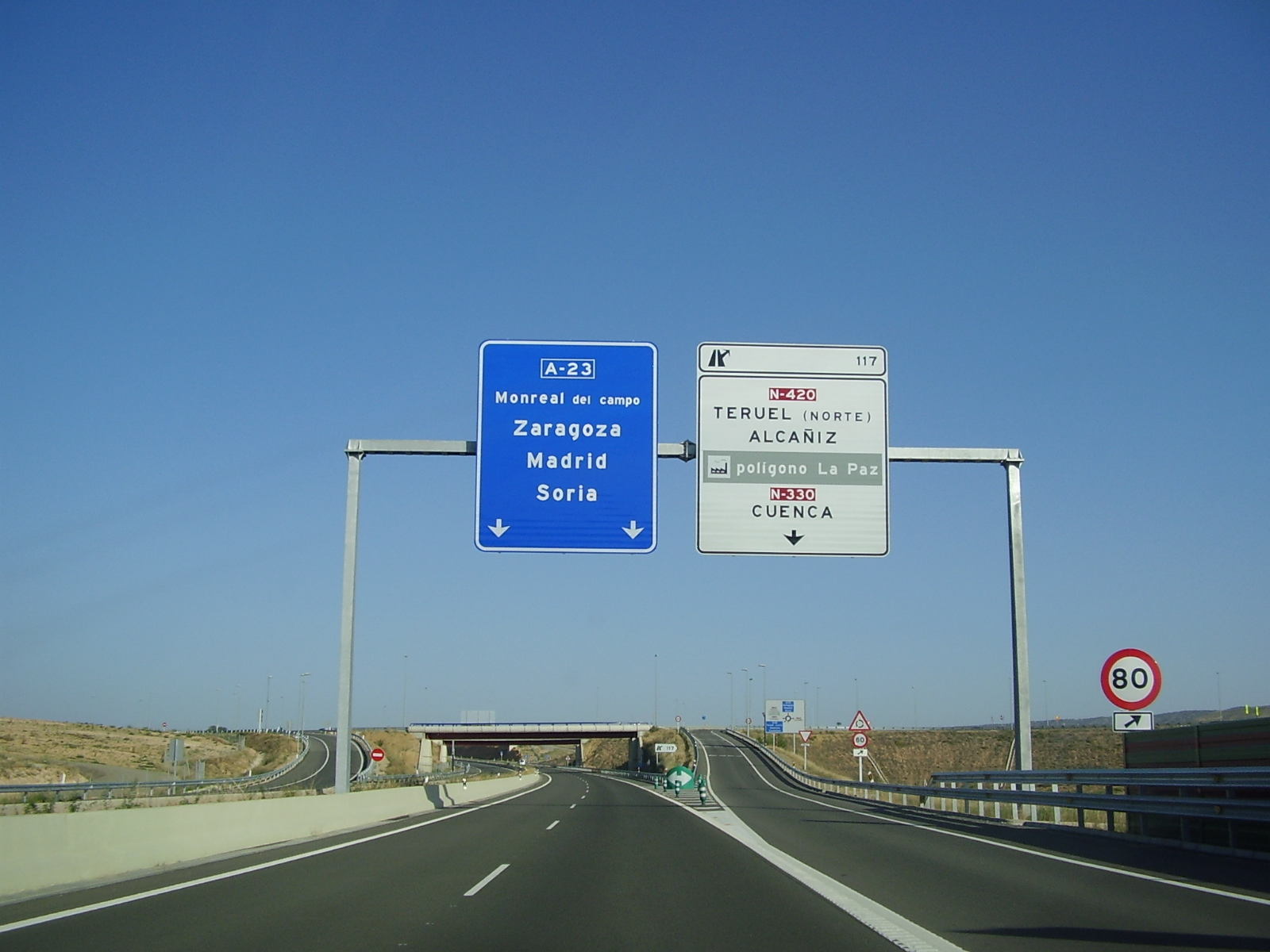
La autovía A-23 a su paso por Teruel.

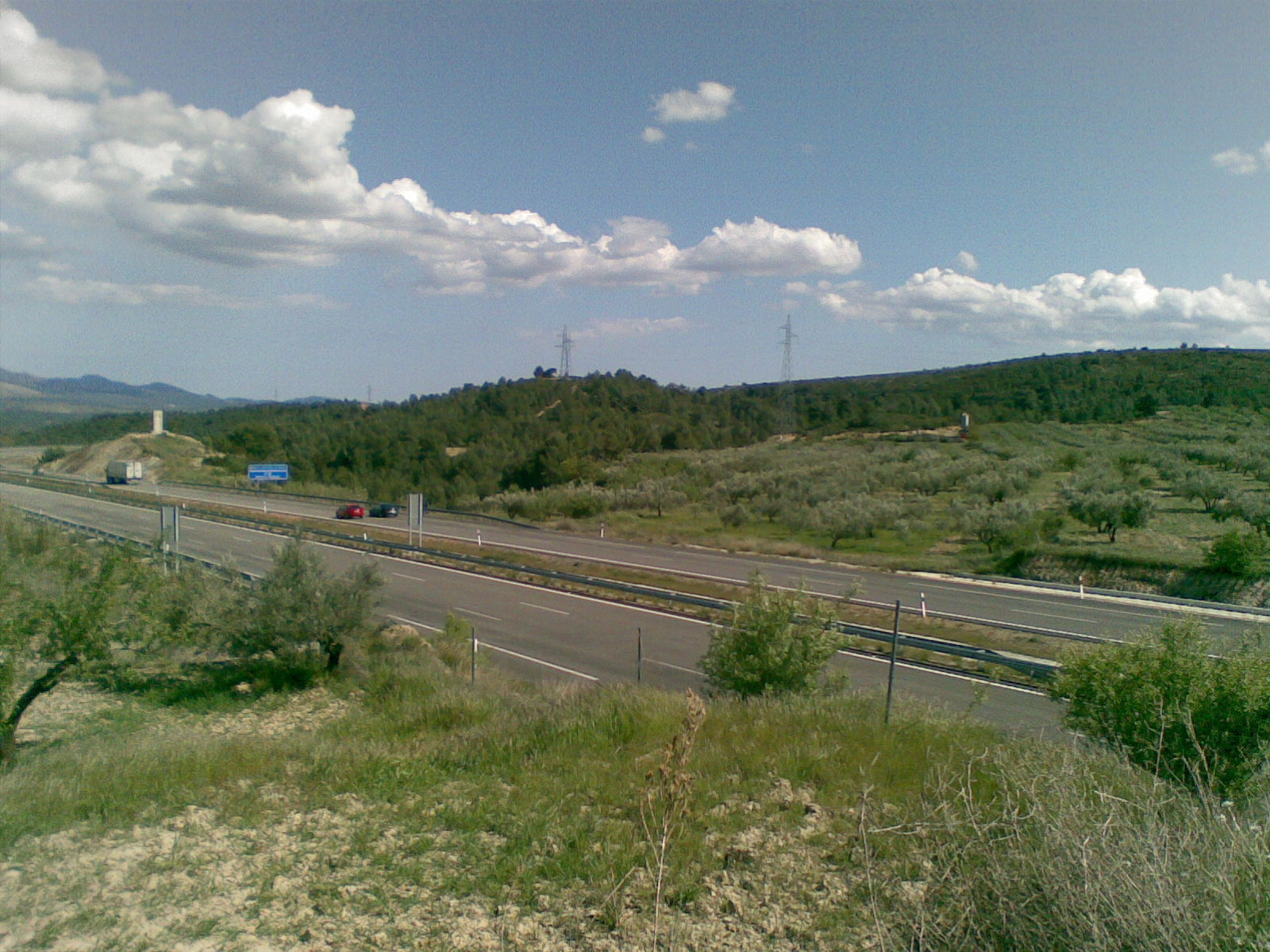
La autovía A-23 a su paso por Viver (Castellón).

La A-23 es una autovía de "nueva" construcción, que sigue el mismo trazado de dos carreteras nacionales, la N-234 entre Sagunto y Daroca - Retascón, y la N-330 entre Retascón y Jaca. Su construcción comenzó en 1997 desde la ciudad de Sagunto y actualmente (2025) quedan por inaugurar 4 tramos del norte de la provincia de Huesca (2 en obras, 1 en estudio informativo y otro con el proyecto terminado).

### Unión de las tres capitales aragonesas por esta autovía
Las tres capitales aragonesas quedaron desde el jueves 21 de febrero de 2008 unidas por autovía, con la puesta en servicio del último tramo que quedaba pendiente por abrir de la A-23 entre Zaragoza y Teruel: el tramo Calamocha-Romanos.

## Problemas
El tramo entre Zaragoza y Huesca presenta problemas para los camiones ligeros cuando se producen fuertes rachas de cierzo.
En el tramo turolense se produjeron problemas post-construcción, desprendimiento de laderas, con chineo constante y peligro de afectar a la circulación a los pocos meses de ser inaugurada y en 2009 se tuvieron que ejecutar trabajos de reasfaltado ante los problemas detectados de encharcamiento y hundimientos.
El 22 de julio de 2010, el plan de recorte de gasto del Ministerio de Transportes, Movilidad y Agenda Urbana para toda España, rescinde el contrato en dos de los tramos en obras entre Nueno y Jaca, y un tercero entre Jaca y Santa Cilia de Jaca, en la A-21; y paraliza la ejecución del resto (ver diagrama de tramos) con un horizonte de entre 1 y 4 años para retomar los tramos paralizados, dejando los tres tramos rescindidos en punto cero, a expensas de realizar de nuevo todos los trámites y estudios pertinentes antes del comienzo de las obras. Se trata de una paralización general del conjunto A-23-A-21, Huesca-Pamplona.
En el actual Plan de Infraestructuras para el año 2017 acaba de hacerse partida nueva para continuar con las obras de construcción de esta autovía y añadir un trazado nuevo a la misma. Se espera que haya más las inversiones para algunas de las obras pendientes de realizar.

## Arte
En varios tramos de la autovía, bajo algunos puentes y pasos superiores, se pueden apreciar esculturas denominadas estrellas mudéjares, creadas en 2007 por los escultores José Luis Gracia y Francisco Javier Bueno. Estas obras, realizadas en acero corten, rinden homenaje al arte mudéjar característico de las localidades que atraviesa esta vía, especialmente en Aragón. Una de las esculturas más destacadas es la Estrella Mudéjar de Singra, situada en el kilómetro 154, que con sus imponentes dimensiones (15 metros de alto, 18 de largo y 45 metros en su parte más ancha) representa una curva de la autovía dentro de una estrella mudéjar, diseñada por el artista Julio Tapia Gasca en el año 2000.

## Tramos
| Denominación | Tramo | Kilómetros  | Año servicio / Estado (2025)                           |
| ------------ | --- | ----------- | ------------------------------------------------------ |
| A-23         | Sagunto - Soneja | 16,9        | 1997                                                   |
| A-23         | Soneja - Geldo | 9,5         | 1998                                                   |
| A-23         | Variante de Segorbe Tramo: Geldo - Altura | 4,5         | 2003                                                   |
| A-23         | Altura - Río Palancia | 6,5         | 2005                                                   |
| A-23         | Río Palancia - Viver | 10,2        | 2006                                                   |
| A-23         | Viver - Limítrofe Comunidad Valenciana/Aragón Subtramo: Viver - Barracas Sur Subtramo: Variante de Barracas Subtramo: Barracas Norte - Limítrofe Comunidad Valenciana/Aragón | 8,2 3,5 2,5 | 2007 2006                                              |
| A-23         | Limítrofe Comunidad Valenciana/Aragón - Sarrión | 17,7        | 2006                                                   |
| A-23         | Sarrión - Puerto Escandón | 21,5        | 2005                                                   |
| A-23         | Puerto Escandón - Teruel Norte | 15,5        | 2005                                                   |
| A-23         | Teruel Norte - Santa Eulalia del Campo | 27,2        | 2005                                                   |
| A-23         | Santa Eulalia del Campo - Monreal del Campo | 25,3        | 2001                                                   |
| A-23         | Monreal del Campo - Calamocha | 11,2        | 2001                                                   |
| A-23         | Calamocha - Romanos | 27,8        | 2008                                                   |
| A-23         | Romanos - Mainar | 5,6         | 2007                                                   |
| A-23         | Mainar - Paniza | 16,9        | 2007                                                   |
| A-23         | Paniza - Barranco de Torrubia | 19,2        | 2007                                                   |
| A-23         | Barranco de Torrubia - María de Huerva | 13,1        | 2006                                                   |
| A-23         | María de Huerva - Zaragoza Sur Z-40 | 11,5        | 2005                                                   |
| Z-40         | Ronda Sur-Este de Zaragoza Tramo Ronda Sur: Valdespartera - San José Tramo Ronda Este: San José - Santa Isabel A-2 | 7,9 6,5     | 2003 2008                                              |
| E-7 A-23     | Zaragoza Norte - Villanueva de Gállego Sur Tramo original: Actur-Rey Fernando (Zaragoza Norte) A-2 - Pol. ind. San Miguel Nuevo Acceso Norte: Santa Isabel (Zaragoza Este) Z-40 A-2 - Pol. ind. San Miguel Tramo original: Pol. ind. San Miguel - Villanueva de Gállego Sur Remodelación: Pol. ind. San Miguel - Villanueva de Gállego Sur | 6 7 3 3     | 1991 2008 1991 2008                                    |
| E-7 A-23     | Villanueva de Gállego Sur - Zuera | 17          | 1998                                                   |
| E-7 A-23     | Zuera - Almudévar | 22          | 1998                                                   |
| E-7 A-23     | Almudévar - Huesca Norte | 21,7        | 1997                                                   |
| E-7 A-23     | Huesca Norte - Nueno | 11,5        | 2000                                                   |
| E-7 A-23     | Nueno - Congosto de Isuela | 5           | 2014                                                   |
| E-7 A-23     | Congosto de Isuela - Arguis Tramo provisional (nuevo túnel sentido Norte) Tramo completo (remodelación sentido Sur) | 2,3 3,3     | 2019                                                   |
| E-7 A-23     | Arguis - Alto de Monrepós | 3,2         | 2014                                                   |
| E-7 A-23     | Alto de Monrepós - Caldearenas Tramo (sentido Norte y túneles de Monrepós) Tramo remodelado (sentido Sur) | 5,4 7,6     | 2019                                                   |
| E-7 A-23     | Caldearenas - Lanave Subtramo: Caldearenas - Belarra (sentido Norte) Subtramo: Caldearenas - Belarra (sentido Sur) Subtramo: Belarra - Lanave | 0,9 4,5     | 2019 2018                                              |
|              | Lanave - Sabiñánigo Sur | 8,7         | Obras reanudadas (apertura retrasada a 2028 o 2029)    |
| E-7 A-23     | Sabiñánigo Sur - Sabiñánigo Este | 3,0         | 2014                                                   |
|              | Sabiñánigo Este - Sabiñánigo Oeste | 7,6         | En obras (apertura retrasada a finales de 2025 o 2026) |
| E-7 A-23     | Sabiñánigo Oeste - Jaca Este | 10,2        | 2011                                                   |
|              | Jaca Este - Jaca Norte A-21 | 3,1         | Proyecto terminado (pendiente licitación de obras)     |
|              | Jaca Norte A-21 - Boca Sur del Túnel de Somport | 19          | Estudio informativo caducado                           |
| E-7 N-330    | Túnel de Somport Tramo: Canfranc - Les Forges d'Abel (Francia) | 8,6         | 2003                                                   |

Nota: El túnel de Somport no forma parte de la A-23.

## Salidas

### Tramo Sagunto - Zaragoza
| Velocidad | Esquema | Salida  | Sentido Zaragoza (ascendente)                                                                  | Sentido Sagunto (descendente)                                                | Carretera          | Notas |
| --------- | ------- | ------- | ---------------------------------------------------------------------------------------------- | ---------------------------------------------------------------------------- | ------------------ | ----- |
|           |         |         | Comienzo de la Autovía Mudéjar                                                                 | Fin de la Autovía Mudéjar                                                    | V-23               |       |
|           |         | 3       | Petrés Castellón                                                                               | Petrés Castellón                                                             | AP-7 A-7           |       |
|           |         | 5       | Gilet                                                                                          | Gilet                                                                        |                    |       |
|           |         | 7       | Albalat dels Tarongers Estivella - Segart                                                      | Albalat dels Tarongers Estivella - Segart                                    |                    |       |
|           |         |         | Área de Descanso                                                                               |                                                                              |                    |       |
|           |         | 14      | Serra - Torres-Torres Alfara de Algimia - Algimia de Alfara                                    | Serra - Torres-Torres Alfara de Algimia - Algimia de Alfara                  |                    |       |
|           |         |         |                                                                                                |                                                                              |                    |       |
|           |         | 18      | Castellón Algar de Palancia - Vall d'Uxó                                                       | Castellón Algar de Palancia - Vall de Uxó                                    | N-225              |       |
|           |         | 21 - 22 | Sot de Ferrer                                                                                  | Sot de Ferrer                                                                |                    |       |
|           |         | 24      | Soneja                                                                                         | Soneja                                                                       |                    |       |
|           |         | 26      | Villatorcas                                                                                    |                                                                              |                    |       |
|           |         | 27      | Geldo - Segorbe                                                                                | Geldo - Segorbe                                                              |                    |       |
|           |         | 31      | Altura - Segorbe                                                                               | Altura - Segorbe                                                             | CV-25              |       |
|           |         | 33      | Navajas                                                                                        | Navajas                                                                      | CV-216             |       |
|           |         | 37      | Jérica (sur)                                                                                   |                                                                              | N-234              |       |
|           |         | 42      | Viver - Jérica Caudiel                                                                         | Viver - Jérica Caudiel                                                       | CV-195             |       |
|           |         | 47      | Viver                                                                                          | Viver                                                                        | N-234              |       |
|           |         | 57      | Barracas - Puerto del Ragudo                                                                   | Barracas - Puerto del Ragudo                                                 |                    |       |
|           |         | 59      | Barracas                                                                                       | Barracas                                                                     |                    |       |
|           |         |         |                                                                                                |                                                                              |                    |       |
|           |         | 63      | San Agustín                                                                                    | San Agustín                                                                  |                    |       |
|           |         | 71      | Olba Albentosa - Venta del Aire                                                                | Olba Albentosa - Venta del Aire                                              | N-234              |       |
|           |         | 73      | Rubielos de Mora - Aramón Valdelinares Albentosa                                               | Rubielos de Mora - Aramón Valdelinares Albentosa                             | A-1515 N-234       |       |
|           |         | 76      | Mora de Rubielos - Aramón Valdelinares Manzanera                                               | Mora de Rubielos - Aramón Valdelinares Manzanera                             | A-228 N-234        |       |
|           |         | 78      | Sarrión                                                                                        | Sarrión                                                                      | N-234              |       |
|           |         | 89      | Puebla de Valverde vía de servicio                                                             | Puebla de Valverde vía de servicio                                           | N-234              |       |
|           |         | 92      | Puebla de V. - Mora de R. - Valdelinares C. de la Sierra - Aramón Javalambre                   | Puebla de V. - Mora de R. - Valdelinares C. de la Sierra - Aramón Javalambre | A-232 A-2520       |       |
|           |         |         | Puerto de Escandón - 1223 metros                                                               | Puerto de Escandón - 1223 metros                                             |                    |       |
|           |         | 100     | Formiche                                                                                       | Formiche                                                                     | TE-V-8011          |       |
|           |         | 105     | Teruel Sur Cuenca                                                                              | Teruel Sur Cuenca                                                            | N-234 N-330        |       |
|           |         | 116     | Teruel Centro - Alcañíz Cedrillas - Cantavieja                                                 | Teruel Centro - Alcañíz Cedrillas - Cantavieja                               | N-420 A-226        |       |
|           |         | 117     | Cuenca Teruel Norte - P. La Paz - Alcañiz                                                      | Cuenca Teruel Norte - P. la Paz - Alcañiz                                    | N-330 N-420        |       |
|           |         | 124     | Caudé Albarracín Aeropuerto                                                                    | Caudé Albarracín Aeropuerto                                                  | A-1512             |       |
|           |         | 131     | Cella Celadas                                                                                  | Cella Celadas                                                                | A-2515 TE-V-1001   |       |
|           |         | 137     | Villarquemado                                                                                  | Villarquemado                                                                |                    |       |
|           |         | 144     | Santa Eulalia del Campo Alfambra                                                               | Santa Eulalia del Campo Alfambra                                             | A-1511 TE-V-1008   |       |
|           |         | 150     | Torrelacárcel - Aguatón Torremocha de Jiloca                                                   | Torrelacárcel - Aguatón Torremocha de Jiloca                                 |                    |       |
|           |         | 160     | Villafranca del Campo Singra                                                                   | Villafranca del Campo Singra                                                 |                    |       |
|           |         | 165     | Monreal del Campo Madrid - Alcolea del Pinar                                                   | Monreal del Campo Madrid - Alcolea del Pinar                                 | N-234 N-211        |       |
|           |         | 176     | Caminreal Montalbán - Alcañiz                                                                  | Caminreal Montalbán - Alcañiz                                                | N-211              |       |
|           |         | 180     | Calamocha - Daroca                                                                             |                                                                              | N-234              |       |
|           |         | 181     |                                                                                                | Calamocha (Sur) Tornos - Bello                                               | N-234 A-1507       |       |
|           |         | 185     | Navarrete-Calamocha Daroca Soria                                                               | Navarrete-Calamocha Daroca Soria                                             | A-1504 N-234 N-330 |       |
|           |         | 202     | Ferreruela de Huerva Báguena Burbáguena                                                        | Ferreruela de Huerva Báguena Burbáguena                                      |                    |       |
|           |         |         |                                                                                                |                                                                              |                    |       |
|           |         | 206     | Lechón Anento                                                                                  | Lechón Anento                                                                |                    |       |
|           |         | 210     | Daroca - Nombrevilla - Romanos Calatayud                                                       | Daroca - Nombrevilla - Romanos Calatayud                                     | A-1506 N-234       |       |
|           |         | 215     | Villarreal de Huerva - Villadoz Mainar                                                         | Villarreal de Huerva - Villadoz Mainar                                       | A-2502 N-330       |       |
|           |         |         | Puerto de Paniza - 925 metros                                                                  | Puerto de Paniza - 925 metros                                                |                    |       |
|           |         | 232     | La Almunia de Doña Godina Cariñena Sur - Paniza                                                | La Almunia de Doña Godina Cariñena Sur - Paniza                              | A-220 N-330        |       |
|           |         | 240     | Cariñena Norte                                                                                 | Cariñena Norte                                                               | N-330              |       |
|           |         | 245     | Longares Alfamén                                                                               | Longares Alfamén                                                             | A-1304             |       |
|           |         | 255     | Muel Épila                                                                                     | Muel Épila                                                                   | A-1101             |       |
|           |         | 262     | Botorrita                                                                                      | Botorrita                                                                    |                    |       |
|           |         | 268     | Cadrete María de Huerva                                                                        | Cadrete María de Huerva                                                      | N-330              |       |
|           |         | 274     | Cuarte de Huerva                                                                               | Cuarte de Huerva                                                             |                    |       |
|           |         | 276     | A-68 Alcañiz - Castellón A-2 Madrid - Barcelona E-804 AP-68 Logroño - Pamplona E-7 A-23 Huesca |                                                                              | Z-40               |       |
|           |         |         | Fin de la Autovía Mudéjar                                                                      | Continuación de la Autovía Mudéjar                                           | Z-40               |       |

### Tramo Zaragoza - Huesca - Jaca
| Velocidad    | Esquema | Salida | Sentido Jaca (ascendente)                                    | Sentido Zaragoza (descendente)                                                 | Carretera       | Notas            |
| ------------ | ------- | ------ | ------------------------------------------------------------ | ------------------------------------------------------------------------------ | --------------- | ---------------- |
|              |         |        | Comienzo de la Autovía Mudéjar                               | Fin de la Autovía Mudéjar                                                      | Z-40            |                  |
|              |         | 292    |                                                              | A-68 Alcañiz - Castellón A-2 Madrid - Barcelona E-804 AP-68 Logroño - Pamplona | Z-40            |                  |
|              |         | 296    | San Juan de Mozarrifar Polígono "Ciudad del Transporte"      | San Juan de Mozarrifar Polígono "Ciudad del Transporte"                        |                 |                  |
|              |         | 298    |                                                              | Zaragoza Avenida de los Pirineos Plaza del Pilar                               | N-330           |                  |
|              |         | 299    | Polígono "San Miguel" Universidad de San Jorge               | Polígono "San Miguel" Universidad de San Jorge                                 |                 |                  |
|              |         | 301    | Villanueva de Gállego Sur Polígono industrial                | Villanueva de Gállego Sur Polígono industrial                                  |                 |                  |
|              |         | 304    | Villanueva de Gállego Norte Castejón de Valdejasa            | Villanueva de Gállego Norte Castejón de Valdejasa                              | A-1512          |                  |
|              |         | 314    | Zuera Sur                                                    | Zuera Sur                                                                      |                 |                  |
|              |         | 316    | Zuera Ejea de los Caballeros                                 | Zuera Ejea de los Caballeros                                                   |                 |                  |
|              |         | 318    | Zuera Norte San Mateo de Gállego                             | Zuera Norte San Mateo de Gállego                                               |                 |                  |
|              |         | 321    | Ontinar Gurrea Vía de servicio                               | Ontinar Gurrea Vía de servicio                                                 |                 |                  |
|              |         |        |                                                              |                                                                                |                 |                  |
|              |         | 328    | El Temple Vía de servicio                                    | El Temple Vía de servicio                                                      |                 |                  |
|              |         | 333    | Gurrea San Jorge Vía de servicio                             | Gurrea San Jorge Vía de servicio                                               | N-330a          |                  |
|              |         | 341    | Almudévar Tardienta Alcalá de Gurrea                         | Almudévar Tardienta Alcalá de Gurrea                                           | A-1211 CHE-1429 |                  |
|              |         | 347    | Vía de Servicio                                              | Vía de Servicio                                                                |                 |                  |
|              |         | 356    |                                                              | Cuarte Escuela Politécnica Parque Tecnológico                                  |                 |                  |
|              |         | 357    | Huesca Sur Cuarte Escuela Politécnica Parque Tecnológico     | Huesca Sur                                                                     |                 |                  |
|              |         | 360    | Huesca Centro Pamplona                                       | Huesca Centro Pamplona                                                         | A-132           |                  |
|              |         | 362    | Barbastro - Lérida                                           | Barbastro - Lérida                                                             | N-240           |                  |
|              |         | 364    | Yéqueda Vía de Servicio                                      | Huesca Norte Yéqueda Vía de Servicio                                           |                 |                  |
|              |         | 368    | Igriés Vía de Servicio                                       | Igriés Vía de Servicio                                                         |                 |                  |
|              |         | 372    | Arascués Nueno Vía de Servicio                               | Arascués Nueno Vía de Servicio                                                 |                 |                  |
|              |         | 375    | Nueno Sabayés                                                | Nueno Sabayés                                                                  |                 |                  |
|              |         |        |                                                              | Túnel de Nueno L. 494 m                                                        |                 |                  |
|              |         |        | Túnel de Arguis (Monrepós 2) L. 930 m                        |                                                                                |                 |                  |
|              |         | 381    | Arguis Centro de Control de Túneles                          | Arguis Centro de Control de Túneles                                            | N-330a          |                  |
|              |         |        | Túnel de Monrepós 4 L. 1.449 m                               | Túnel de Monrepós 5 L. 1.484 m                                                 |                 |                  |
|              |         |        | TRAMO EN CALZADA A LA BRITÁNICA Desplaza a la izquierda      | FIN TRAMO EN CALZADA A LA BRITÁNICA Desplaza a la derecha                      |                 |                  |
| Sentido Jaca |         |        | Túnel de Monrepós 7 L. 2.997 m                               | Túnel de Monrepós 6 L. 600 m                                                   |                 | Sentido Zaragoza |
| Sentido Jaca |         | 388    |                                                              | Caldearenas cambio de sentido                                                  |                 | Sentido Zaragoza |
| Sentido Jaca |         | 389    | Caldearenas cambio de sentido                                |                                                                                |                 | Sentido Zaragoza |
| Sentido Jaca |         |        | Túnel de Escusaguas (Monrepós 8) L. 400 m                    |                                                                                |                 | Sentido Zaragoza |
|              |         |        | FIN TRAMO EN CALZADA A LA BRITÁNICA Desplaza a la derecha    | TRAMO EN CALZADA A LA BRITÁNICA Desplaza a la izquierda                        |                 |                  |
|              |         | 394    | La Guarguera                                                 | La Guarguera                                                                   | A-1604          |                  |
|              |         |        |                                                              |                                                                                |                 |                  |
|              |         |        | Tramo pendiente de desdoblar En obras                        |                                                                                |                 |                  |
|              |         |        |                                                              |                                                                                |                 |                  |
|              |         | 403    | Sabiñánigo Sur                                               | Sabiñánigo Sur                                                                 | N-330           |                  |
|              |         | 406    | Sabiñánigo Este Yebra de Basa Fiscal                         | Sabiñánigo Este Yebra de Basa Fiscal                                           | N-260           |                  |
|              |         |        |                                                              |                                                                                |                 |                  |
|              |         |        | Tramo pendiente de desdoblar En obras                        |                                                                                |                 |                  |
|              |         |        |                                                              |                                                                                |                 |                  |
|              |         | 417    | Martillué Espuéndolas Badaguás urbanizaciones zona deportiva | Martillué Espuéndolas vía de servicio                                          | N-330           |                  |
|              |         | 424    | Jaca Este Pamplona                                           | Jaca Este Pamplona                                                             | N-330a N-240    |                  |
|              |         |        | Fin de la Autovía Mudéjar                                    | Comienzo de la Autovía Mudéjar                                                 |                 |                  |

## Radares fijos

### Decreciente
- km 88,6 - Caja con cámara - Sentido Sagunto - Provincia de Teruel - La Puebla de Valverde - 120 km/h

### Creciente
- km 19,8 - Pórtico -Sentido Zaragoza - Provincia de Castellón - Sot de Ferrer/Soneja - 120 km/h
- km 165,44 - Panel lateral derecho - Provincia de Teruel - Monreal del Campo - 120 km/h
- km 355,2 - Pórtico - Provincia de Huesca - Huesca - 120 km/h